# Axmar naturreservat
Axmar naturreservat ligger invid Axmar by och utbreder sig i både Gävle kommun och Söderhamns kommun.
Naturreservatet bildades 1978 och omfattar cirka 4 500 hektar oexploaterad skärgård.
Speciellt intressant är växtligheten längs stränderna där landhöjningen skapat olika vegetationszoner